# Iberia (empresa aérea)

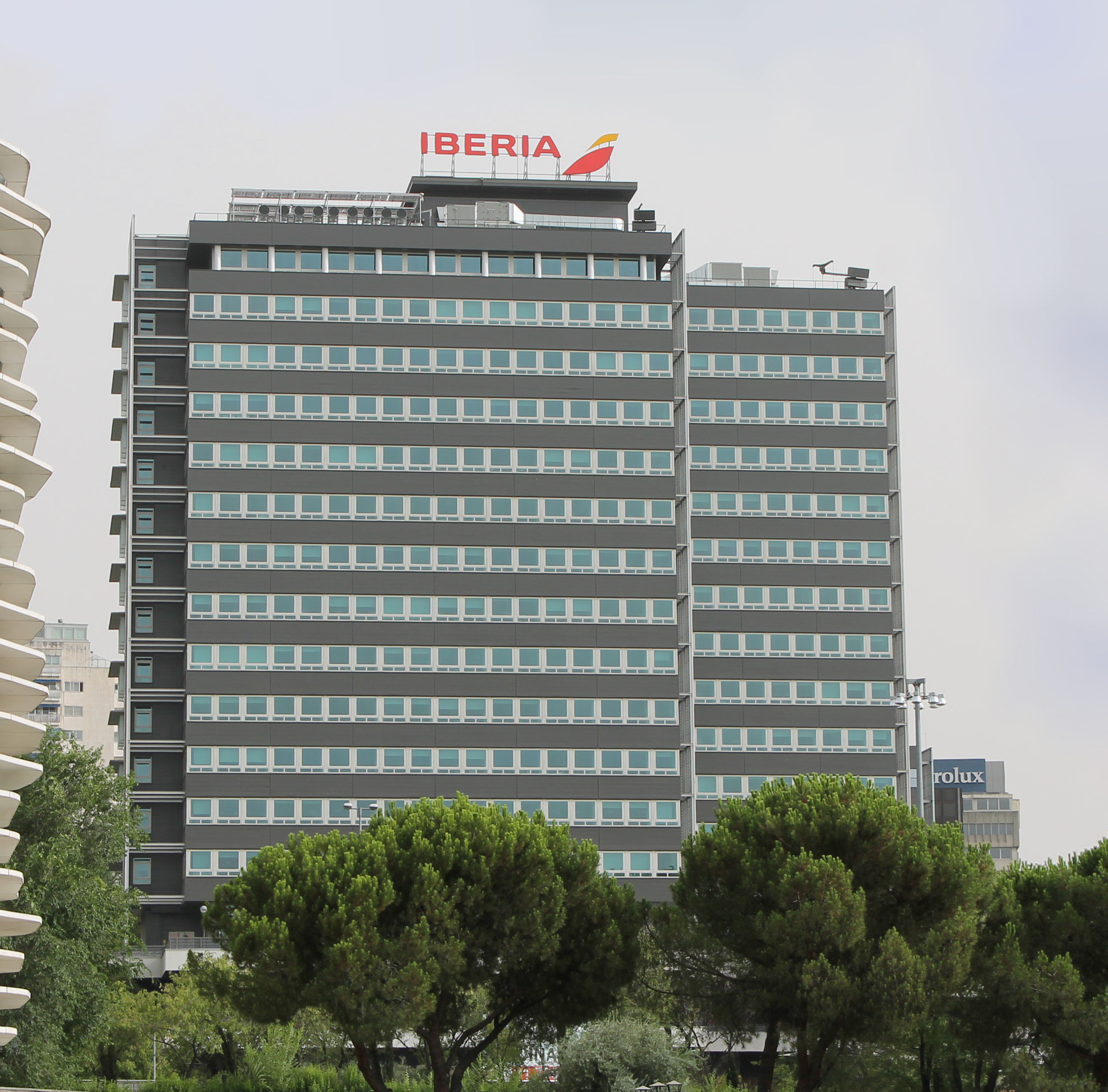
A sede da Iberia em Madrid.

A Iberia - Líneas Aéreas de España, também conhecida apenas como Iberia, é a companhia aérea nacional da Espanha, com sede em Madrid. As suas principais bases são os aeroportos internacionais de Madrid e Barcelona. É integrante da aliança comercial Oneworld, a terceira maior do mundo.

## História
A companhia aérea espanhola Iberia foi fundada como companhia aerea de transporte em 28 de junho de 1927, pertencendo em 51% ao Estado espanhol, mas sendo também propriedade da sua congénere alemã Lufthansa. A Iberia foi constituída por pequenas companhias aéreas espanholas, obrigadas a fundir-se por ordem do governo espanhol, sucedendo assim à Concesionaria de Líneas Aéreas Subvencionadas e as Líneas Aéreas Postales Españolas, anteriores transportadoras locais. A frota da Iberia era na altura constituída maioritariamente por aparelhos Junkers, dada a influência da Lufthansa.
No início a Iberia fazia apenas voos domésticos ou internacionais com destino e chegada a Espanha, mas em 1941 começou a fazer carreiras internacionais. No entanto, o desenrolar da Segunda Guerra Mundial levou a que essa expansão fosse adiada. No pós-guerra a Iberia aproveitou a frota de Douglas C-47 militares abandonados pelos norte-americanos para os adaptar ao transporte de passageiros, usando-os paralelamente aos Junkers.
Em 1946 a Iberia comprou alguns Douglas DC-4, que lhe permitiram começar a fazer voos internacionais, começando por Roma e Londres. Os DC-4 também começaram a ser utilizados nas rotas que tinham por destino a América Central, tendo sido ainda nesse ano a primeira companhia europeia a fazer a ligação entre a Europa e a América do Sul. Em 1954 a Ibéria inaugurou uma carreira para Nova Iorque, nos EUA, recorrendo para isso a aparelhos Lockheed Constellation. Os aviões a jacto surgiram na Iberia em 1961, com a compra de uma frota de aparelhos DC-8
Em 1991 a Iberia foi pioneira na Europa ao lançar um programa internacional de fidelização de clientes, o Iberia Plus. Dois anos depois adquiriu vinte por cento da companhia Aerolineas Argentinas, tendo subido a sua participação em 1995 para 85 por cento. No entanto, em finais da década de 1990 vendeu a transportadora argentina. De qualquer forma manteve interesses nesta companhia, assim como na Royal Air Maroc, Viva Air e Ladeco.
Em 2001 a Iberia tornou-se uma empresa completamente privada e actualmente é uma das cinco maiores linhas aéreas europeias, dominando as rotas da Europa para a América Latina. Oferece 119 destinos em 43 países, que fazem cerca de mil voos diários. Em 2006, a Iberia criou a sua primeira companhia low-cost, a Clickair, oferecendo voos principalmente a partir de Barcelona e Valencia, para vários destinos na Europa, incluindo Lisboa e Porto.
Anunciou fusão com a British Airways para formar a International Airlines Group. Séra o terceiro maior grupo de aviação da Europa depois da Air France/KLM e do Lufthansa Group. Em 8 de abril de 2010, a companhia aérea formalizou a união com British Airways.

## Destinos

mapa da destinos da Iberia.

### Presença no Brasil e em Portugal
Para o Brasil, a Iberia oferece a partir de Madrid um voo diário para São Paulo e um voo diário para o Rio de Janeiro (Até 2011 já operou em Fortaleza e Recife, tendo encerrado-os devido a crise do petróleo). 
Para Portugal, a Iberia oferece a partir de Madrid seis voos diários para Lisboa, cinco voos diários para o Porto. A partir de Lisboa, também existem ligações diárias directas para Bilbao e Valencia. Também voa desde o Funchal, sazonalmente, para Madrid, Bilbau e Santiago de Compostela.

## Frota

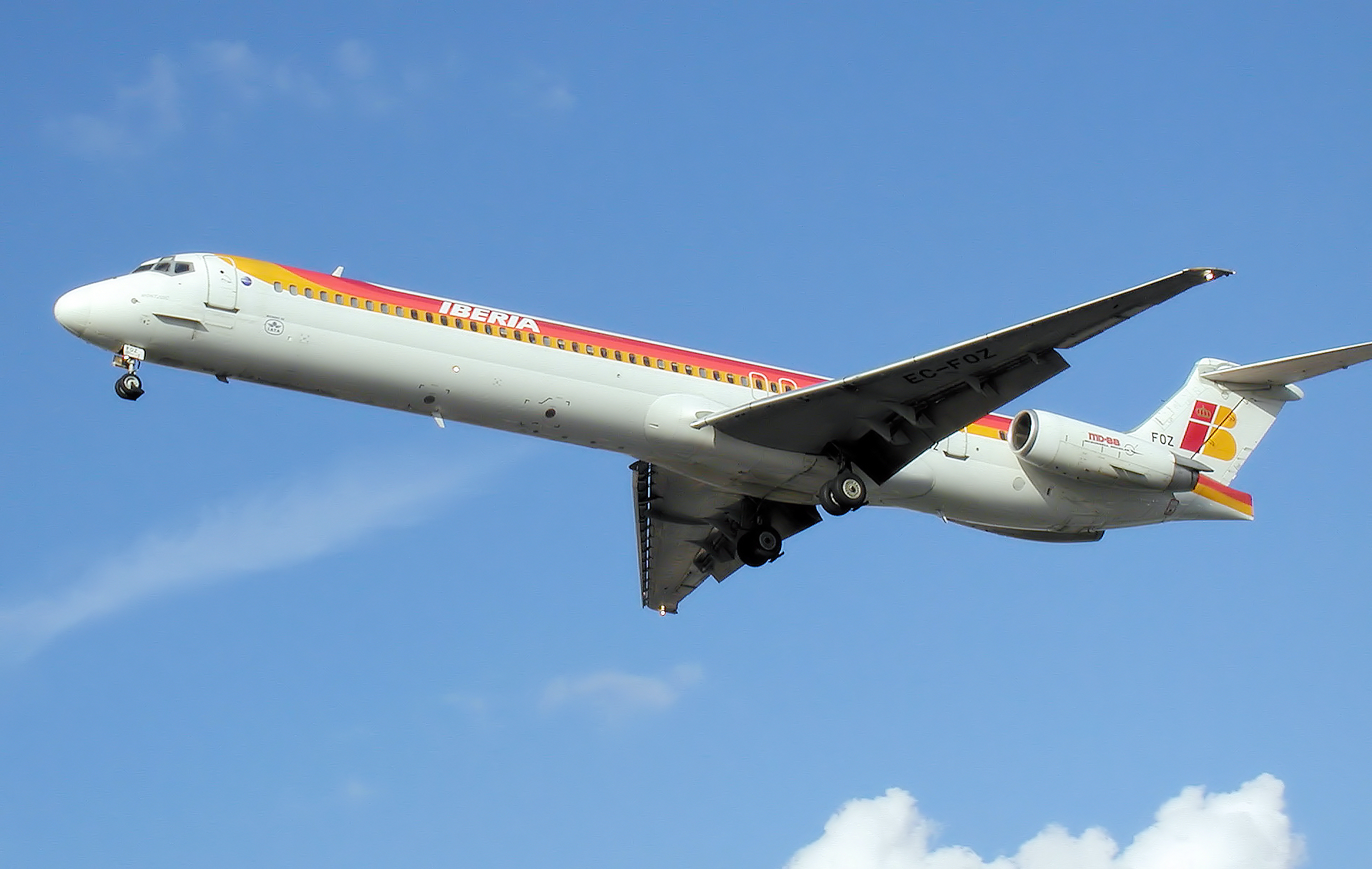
McDonnell Douglas MD-88 da Iberia

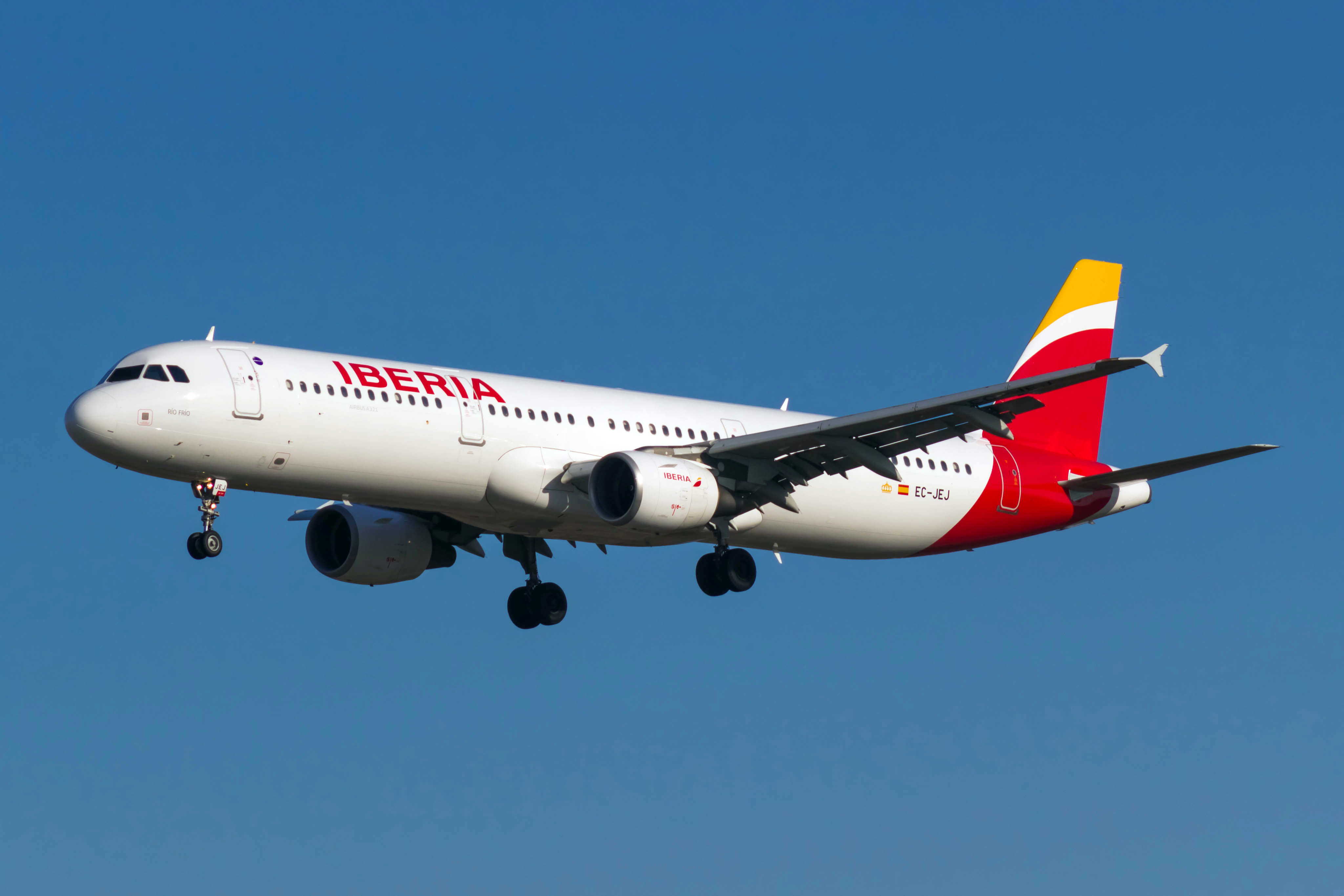
Airbus A321 da Iberia.

A 7 de Março de 2011 a Iberia realizou um pedido de oito aviões Airbus A330-300 (mais oito opções de compra) com o objectivo de renovar a sua frota de Longo Curso. Este foi o primeiro pedido desde que faz parte do IAG.
Atualmente a Iberia tem 85 aeronaves:
| Avião           | Em Serviço | Encomendas | Rotas       | Passageiros | Passageiros | Passageiros | Entrada em serviço |
| Avião           | Em Serviço | Encomendas | Rotas       | P           | Y           | Total       | Entrada em serviço |
| --------------- | ---------- | ---------- | ----------- | ----------- | ----------- | ----------- | ------------------ |
| Airbus A319-100 | 3          | 0          | Médio Curso | 44          | 78          | 122         | 2000               |
| Airbus A320-200 | 11         | 0          | Médio Curso | 18          | 162         | 180         | 1993               |
| AirbusA320Neo   | 18         | 0          | Médio Curso |             | 186         | 186         | 2018               |
| Airbus A321-200 | 13         | 0          | Médio Curso | 46          | 154         | 200         | 1998               |
| Airbus A330-200 | 12         | 0          | Longo Curso | 19          | 269         | 288         | 2015               |
| Airbus A330-300 | 8          | 0          | Longo Curso | 36          | 242         | 278         | 2013               |
| Airbus A350-900 | 22         | 0          | Longo Curso | 31          | 317         | 348         | 2018               |
| Total           | 87         | 0          | —           | —           | —           | —           | —                  |

### Frota histórica
Aviões históricas

#### 1927 - 1945
- Rohrbach Ro VIII Roland
- Junkers G 24
- Breguet 26T
- Savoia Marchetti S.62P
- Ford 4-AT
- De Havilland DH.89A Dragon Rapide
- Dornier Do J
- Douglas DC-2
- Junkers Ju 52
- Douglas DC-1
- De Havilland DH.90 Dragonfly
- Douglas DC-3

#### 1945 - 1965
- Douglas DC-4 Skymaster
- Airspeed AS-65 Consul
- Bristol 170 Freighter MK.21
- Stinson 108-3 Voyager
- Bloch 161 Languedoc
- Bristol 170 Freighter MK.31
- Lockheed L-1049 Super Constellation
- Convair 440 Metropolitan
- De Havilland D.H. 114 Heron-2
- ATL 98 Carvair

#### 1961 - 2012
- Airbus A300
- Airbus A319/A320/A321
- Airbus A340-300
- Douglas DC-8
- SE 210 Caravelle
- Douglas DC-8 Serie 63
- Douglas DC-9
- Fokker F-28
- Douglas DC-10
- Boeing 727
- Boeing 747
- Boeing 757
- McDonnell Douglas MD-83